# Zamira Mutalova
Zamira Mutalova (geboren am 11. Mai 1930) war eine usbekisch-sowjetische Landwirtschaftsführerin, Mitglied der Kolchose Iljitsch, Bezirk Sredne-Tschirchik, Provinz Taschkent.

## Leben
Sie wurde 1930 in einem Kishlak des Bezirks Sredne-Tschirchik in der Provinz Taschkent in einer usbekischen Bauernfamilie geboren.
Sie begann früh zu arbeiten. Mit Beginn des Deutsch-Sowjetischen Kriegs arbeitete sie gemeinsam mit Erwachsenen auf den Baumwollfeldern der örtlichen Kolchose, die nach Iljitsch benannt war. Im Alter von vierzehn Jahren wurde sie mit dem Orden des Roten Banners der Arbeit ausgezeichnet. Zamira ist eines der Symbole für die Kinderarbeiter während des „Großen Vaterländischen Krieges“. Im Jahr 1946 erhielt ihre Verbindung eine hohe Ernte. Auf einer Fläche von 5 Hektar wurden 101 Doppelzentner Baumwollsamen pro Hektar geerntet.
Durch den Erlass des Präsidiums des Obersten Sowjets der UdSSR vom 19. März 1947 wurde Zamira Mutalova im Alter von 17 Jahren der Titel Heldin der sozialistischen Arbeit mit dem Leninorden und der Goldmedaille „Sichel und Hammer“ für hohe Leistungen in der Landwirtschaft und Rekordernten von Baumwolle verliehen. Sie arbeitete ihr ganzes Leben lang in der Kolchose. Später wurde sie zur Brigadierin der Kolchose unter Mutal Kayumov ernannt.

## Ehrungen
- 1944: Orden des Roten Banners der Arbeit
- 1946: Ehrenzeichen der Sowjetunion
- 1947: Heldin der sozialistischen Arbeit
- 1947: Leninorden
- 1948: Leninorden